# فريدريك فوكس
فريدريك فوكس (7 نوفمبر 1863 - 21 أغسطس 1935 في المملكة المتحدة)  (بالإنجليزية: Frederick Fox)‏ هو لاعب كريكت بريطاني وبريطاني (وحمل سابقاً جنسية المملكة المتحدة لبريطانيا العظمى وأيرلندا).